# Ningbo
Ningbo (宁波市S, NíngbōshìP) è una città della Cina appartenente alla provincia dello Zhejiang. Ha una popolazione di 7 605 700 abitanti. A Ningbo si trova la sede della flotta del Mare Orientale della Marina dell'Esercito Popolare di Liberazione Cinese. È attraversata dal fiume Yong.

## Storia
Ningbo è una delle città più antiche della Cina, con una storia che risale al 4800 a.C. nel periodo neolitico riferito alla cultura di Hemudu. Era nota, almeno 2000 anni fa, come città commerciale sulla via della seta. In seguito durante le dinastie Tang e Song si affermò come importante porto con Yangzhou e Canton, ruolo che fu confermato, soprattutto in relazione con il commercio estero, durante la dinastia Song. Ningbo nel 1842, dopo la conclusione della prima guerra dell'oppio, diventò uno dei cinque porti dei trattati della Cina.

## Gemellaggi
- Firenze
- Waitakere
- Aquisgrana

## Amministrazione
Ningbo esercita una giurisdizione diretta su 6 distretti (区 qu), 2 città (市 shi) e 2 contee (县 xian):
|                                | Suddivisioni |  |
| ------------------------------ | ------------ |  |
|                                |              |  |
| Ningbo area urbana             |              |  |
| ■ Haishu-qu                    | 海曙区       |  |
| ■ Yinzhou-qu                   | 鄞州区       |  |
| ■ Jiangbei-qu                  | 江北区       |  |
| Ningbo aree suburbane e rurali |              |  |
| ■ Zhenhai-qu                   | 镇海区       |  |
| ■ Beilun-qu                    | 北仑区       |  |
| ■ Fenghua-qu                   | 奉化区       |  |
| ■ Yuyao-shi                    | 余姚市       |  |
| ■ Cixi-shi                     | 慈溪市       |  |
| ■ Ninghai-xian                 | 宁海县       |  |
| ■ Xiangshan-xian               | 象山县       |  |

## Società

### Religione
Ningbo è la sede della diocesi di Ningbo.